# Valmy (gemeente)

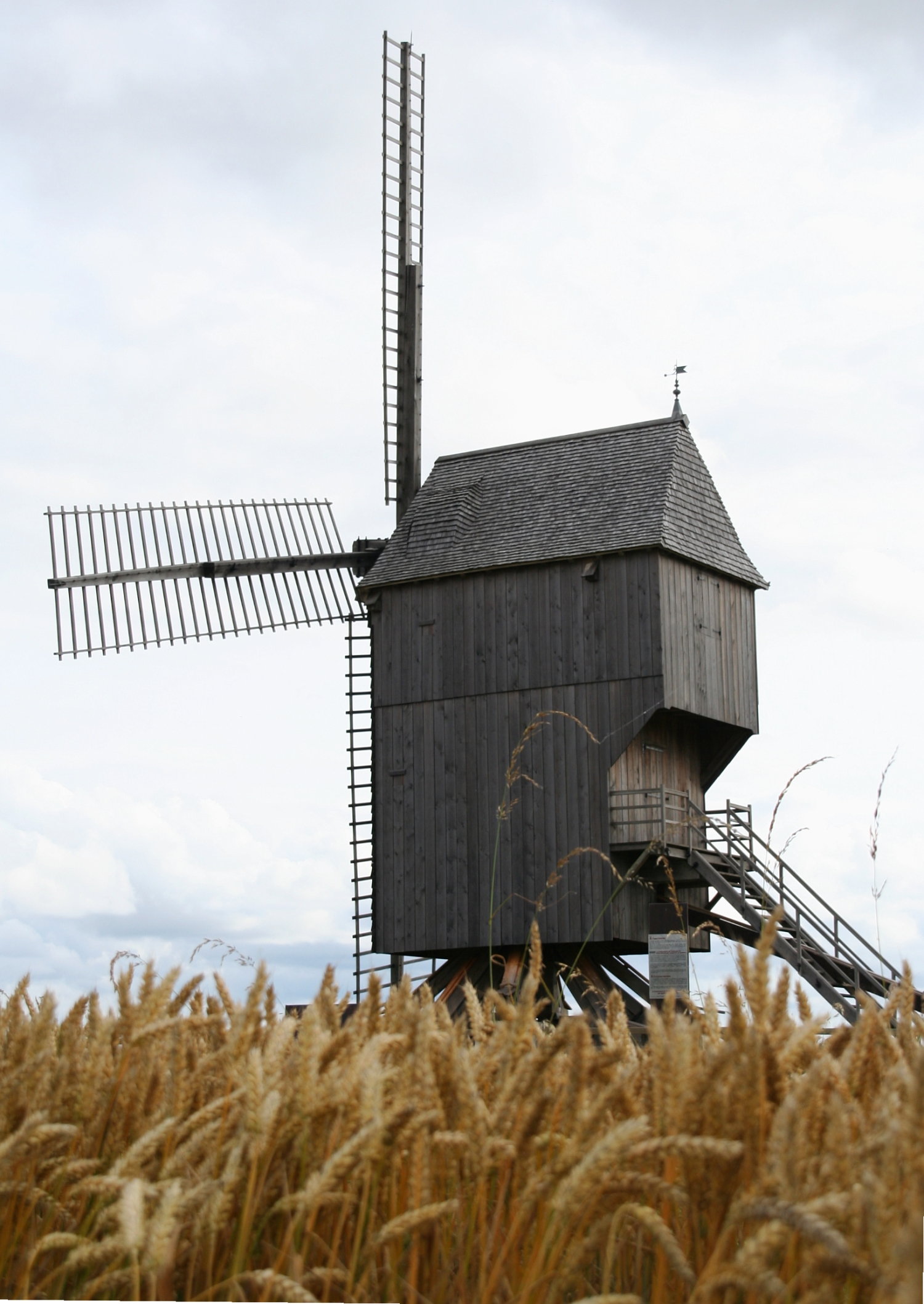
De molen van Valmy

Valmy is een gemeente in het Franse departement Marne (regio Grand Est) en telt 284 inwoners (1999). De plaats maakt deel uit van het arrondissement Châlons-en-Champagne.
De Slag bij Valmy werd hier op 20 september 1792 uitgevochten tussen een Frans en een Pruisisch leger.

## Geografie
De oppervlakte van Valmy bedraagt 24,2 km², de bevolkingsdichtheid is 11,7 inwoners per km².
De onderstaande kaart toont de ligging van Valmy (gemeente) met de belangrijkste infrastructuur en aangrenzende gemeenten.

## Demografie
Onderstaande figuur toont het verloop van het inwonertal (bron: INSEE-tellingen).